# 200년대
200년대는 200년부터 209년까지를 가리킨다.